# Jorge Figueredo Fratta
Jorge Luis Enrique Figueredo Fratta (* 1939; † 11. Oktober 2014) war ein paraguayischer Diplomat.

## Werdegang
1988 leitete er die Rechtsabteilung im Außenministerium in Asunción.
1995 leitete er den Konsularbereich der paraguayischen Mission in Rom.
2002 leitete er die Abteilung Bilateralität im Außenministerium.
Vom 13. Dezember 2003 bis 31. Juli 2004 war er Staatssekretär im Auswärtigen Amt in Asunción.
Vom 19. Juli 2004 bis 24. Oktober 2007 war er Botschafter bei der italienischen Regierung in Rom und zeitgleich ab 24. Mai 2005 bei den Regierungen in Tirana und Jerusalem akkreditiert.